# Georgia Turf-De Munter
Georgia Turf-De Munter (* 24. Oktober 1920 in Oosterzele, Flandern; † 10. Oktober 2010 in Lemberge, Merelbeke, Flandern) war eine belgische Politikerin der Christelijke Volkspartij (CVP).

## Amtszeiten als Senatorin
Georgia Turf-De Munster wurde am 9. Oktober 1973 erstmals Mitglied des Senats und gehörte diesem als Vertreterin der CVP für vier Monate bis Februar 1974 an.
1977 wurde sie als Nachrückerin für Placide De Paepe, der Bürgermeister von Gent wurde, erneut Senatorin und gehörte dem Senat nunmehr bis 1981 an.